# Giannis Antetokounmpo
Giannis Sina Ugo Antetokounmpo(họ khai sinh Adetokunbo, sinh ngày 6 tháng 12 năm 1994) là một cầu thủ bóng rổ chuyên nghiệp người Hy Lạp, đang thi đấu cho Milwaukee Bucks tại Giải bóng rổ Nhà nghề Mỹ (NBA). Antetokounmpo có biệt danh là "Greek Freak" (Quái vật Hy Lạp) dựa trên quốc tịch cũng như thân hình, tốc độ và kĩ năng chơi bóng của anh. Anh ấy được nhiều người coi là một trong những tiền phong chính vĩ đại nhất mọi thời đại cũng như là một trong những cầu thủ vĩ đại nhất mọi thời đại.
Sinh ra và lớn lên ở Athens với cha mẹ là người Nigeria, Antetokounmpo bắt đầu chơi bóng rổ cho các đội trẻ của Filathlitikos ở Athens. Năm 2011, anh bắt đầu chơi cho đội chính của câu lạc bộ trước khi tham dự Kì tuyển chọn tân binh NBA Draft 2013, được Bucks chọn ở lượt thứ 15 tổng. Mùa giải 2016-17, anh dẫn đầu Bucks trong tất cả năm chỉ số chính và trở thành cầu thủ đầu tiên trong lịch sử NBA kết thúc mùa giải chính trong top 20 ở tất cả năm chỉ số là điểm, rebounds, kiến tạo, cướp bóng và block. Anh giành giải thưởng Cầu thủ tiến bộ nhất vào năm 2017. Antetokounmpo có hai được chọn vào đội hình All-Star, trong đá có hai năm được chọn là đội trưởng All-Star vào các năm 2019 và 2020 khi dẫn đầu bình chọn tại Liên đoàn miền Đông trong hai năm này.
Antetokounmpo được nhận Giải thưởng Cầu thủ xuất sắc nhất NBA (MVP) hai năm liên tiếp vào các năm 2019 và 2020, cùng Kareem Abdul-Jabbar và LeBron James là những cầu thủ duy nhất trong lịch sử NBA đạt danh hiệu này hai lần trước khi bước sang tuổi 26. Cùng với đó, anh cũng nhận danh hiệu Cầu thủ phòng ngự hay nhất NBA vào năm 2020, trở thành cầu thủ thứ ba sau Michael Jordan (1988) và Hakeem Olajuwon (1994) giành đồng thời hai giải thưởng trên trong cùng một mùa. Năm 2021, Antetokounmpo đã có công đưa Bucks tới chức vô địch NBA đầu tiên kể từ năm 1971 và giành danh hiệu Cầu thủ xuất sắc nhất Vòng chung kết (Finals MVP). Trong cùng năm, anh được lựa chọn vào đội hình kỉ niệm 75 năm của NBA. Bộ phim Rise dựa trên cuộc đời của Antetokounmpo và gia đình anh, được phát hành vào năm 2022.

## Đầu đời
Giannis Antetokounmpo sinh ra tại Athens, Hy Lạp vào ngày 6 tháng 12 năm 1994, là con trai của đôi vợ chồng nhập cư từ Nigeria. Ba năm trước đó, cha mẹ anh rời khỏi Lagos, để lại đứa con trai đầu lòng của họ là Francis dưới sự chăm sóc của ông bà. Adetokunbo lớn lên tại Sepolia, Athens. Cha mẹ của anh là người nhập cư nên không thể dễ dàng tìm được việc làm, vì vậy Giannis và anh trai của anh là Thanasis đã giúp đỡ gia đình bằng cách bán đồng hồ, túi xách và kính râm trên đường phố. Năm 2007, Adetokunbo bắt đầu chơi bóng rổ.
Mặc dù Adetokunbo và ba trong số bốn anh em trai của anh sinh ra tại Hy Lạp, họ không được nhận quốc tịch Hy Lạp do luật quốc tịch Hy Lạp tuân theo "luật của máu" (jus sanguinis). Trong 18 năm đầu đời, Adetokunbo không thể xuất ngoại và không có quốc tịch Hy Lạp lẫn Nigeria. Anh được công nhận là công dân Hy Lạp vào ngày 9 tháng 5 năm 2013 chỉ hai tháng trước khi NBA Draft 2013 diễn ra.
Sau khi nhập quốc tịch Hy Lạp năm 2013, họ của anh chính thức là Αντετοκούνμπο, phiên âm tiếng Hy Lạp của Adetokunbo mà sau đó được chuyển ngữ và đánh vần trong hộ chiếu Hy Lạp của anh là Antetokounmpo. Giannis là tên thông dụng hơn Ioannis (John). Vì nhiều người không đánh vần được họ của anh nên anh nhanh chóng được biết đến với biệt danh "Greek Freak". Antetokounmpo cũng mang quốc tịch Nigeria, nhận hộ chiếu Nigeria từ năm 2015 và trở thành người có đa quốc tịch (Hy Lạp và Nigeria).

## Thống kê sự nghiệp

### NBA

#### Mùa giải chính
| Năm       | Đội       | GP  | GS  | MPG  | FG%  | 3P%  | FT%  | RPG  | APG | SPG | BPG | PPG  |
| --------- | --------- | --- | --- | ---- | ---- | ---- | ---- | ---- | --- | --- | --- | ---- |
| 2013–14   | Milwaukee | 77  | 23  | 24.6 | .414 | .347 | .683 | 4.4  | 1.9 | .8  | .8  | 6.8  |
| 2014–15   | Milwaukee | 81  | 71  | 31.4 | .491 | .159 | .741 | 6.7  | 2.6 | .9  | 1.0 | 12.7 |
| 2015–16   | Milwaukee | 80  | 79  | 35.3 | .506 | .257 | .724 | 7.7  | 4.3 | 1.2 | 1.4 | 16.9 |
| 2016–17   | Milwaukee | 80  | 80  | 35.6 | .522 | .272 | .770 | 8.7  | 5.4 | 1.6 | 1.9 | 22.9 |
| 2017–18   | Milwaukee | 75  | 75  | 36.7 | .529 | .307 | .760 | 10.0 | 4.8 | 1.5 | 1.4 | 26.9 |
| 2018–19   | Milwaukee | 72  | 72  | 32.8 | .578 | .256 | .729 | 12.5 | 5.9 | 1.3 | 1.5 | 27.7 |
| 2019–20   | Milwaukee | 63  | 63  | 30.4 | .553 | .304 | .633 | 13.6 | 5.6 | 1.0 | 1.0 | 29.5 |
| 2020–21†  | Milwaukee | 61  | 61  | 33.0 | .569 | .303 | .685 | 11.0 | 5.9 | 1.2 | 1.2 | 28.1 |
| Sự nghiệp | Sự nghiệp | 589 | 524 | 32.5 | .532 | .287 | .717 | 9.1  | 4.5 | 1.2 | 1.3 | 20.9 |
| All-Star  | All-Star  | 4   | 4   | 26.8 | .653 | .231 | .667 | 8.8  | 3.0 | 1.3 | 1.0 | 27.3 |

#### Playoffs
| Năm       | Đội       | GP | GS | MPG  | FG%  | 3P%  | FT%  | RPG  | APG | SPG | BPG | PPG  |
| --------- | --------- | -- | -- | ---- | ---- | ---- | ---- | ---- | --- | --- | --- | ---- |
| 2015      | Milwaukee | 6  | 6  | 33.5 | .366 | .000 | .739 | 7.0  | 2.7 | .5  | 1.5 | 11.5 |
| 2017      | Milwaukee | 6  | 6  | 40.5 | .536 | .400 | .543 | 9.5  | 4.0 | 2.2 | 1.7 | 24.8 |
| 2018      | Milwaukee | 7  | 7  | 40.0 | .570 | .286 | .691 | 9.6  | 6.3 | 1.4 | .9  | 25.7 |
| 2019      | Milwaukee | 15 | 15 | 34.3 | .492 | .327 | .637 | 12.3 | 4.9 | 1.1 | 2.0 | 25.5 |
| 2020      | Milwaukee | 9  | 9  | 30.8 | .559 | .325 | .580 | 13.8 | 5.7 | .7  | .9  | 26.7 |
| 2021†     | Milwaukee | 21 | 21 | 38.1 | .569 | .186 | .587 | 12.8 | 5.1 | 1.0 | 1.2 | 30.2 |
| Sự nghiệp | Sự nghiệp | 64 | 64 | 36.2 | .535 | .274 | .613 | 11.6 | 4.9 | 1.1 | 1.4 | 25.9 |